# Monster Hunter 4
Monster Hunter 4 (モンスターハンター4, Monsutā Hantā Fō) est un jeu vidéo d'action-RPG développé et édité par Capcom. Il s'agit du second opus de la série Monster Hunter à sortir sur Nintendo 3DS. Il est commercialisé au Japon le 14 septembre 2013. Une seconde édition intitulée Monster Hunter 4 Ultimate, ou Monster Hunter 4G au Japon, est commercialisée le 11 octobre 2014 au Japon et le 13 février 2015 en Amérique du Nord et en Europe. Comme pour l'opus précédent, cette édition comporte de nouveaux monstres et des quêtes supplémentaires.

## Synopsis
L'histoire commence sur la rencontre entre le chasseur (le joueur) et un homme se faisant appeler le Caravanier, à bord du ferry des sables au large de la ville de Val Habar. Le voyage est perturbé par l'apparition soudaine d'un Dah'ren Mohran, un dragon des sables gigantesque, dont le chasseur parvient temporairement à repousser avec l'artillerie du navire, le monstre sera finalement repoussé loin de la ville grâce aux navires envoyés en renfort. Une fois pied à terre, le chasseur rend le chapeau du Caravanier qui s'était envolé pendant l'attaque à son propriétaire. Ce dernier montre une écaille de monstre inconnu qu'il nomme "l'Objet" qu'il dissimulait dans son chapeau. Le Caravanier a pour but de reformer sa caravane et de partir à l'aventure pour découvrir les origines de l'Objet, ainsi il engage directement le chasseur, son ami forgeron et Guilda la réceptionniste des quêtes. Se joignent ensuite un cuisinier félyne puis un marchand ambulant. Une fois la caravane au complet, le groupe prend la route vers le village volcanique d'Harth où ils pourront se procurer un navire. Lors du voyage en mer, alors que la caravane traverse la tempête, le navire est attaqué par une féroce wyverne que le chasseur doit repousser à ses risques et périls. Le groupe est secouru par l'intervention des As de la chasse, un groupe de chasseurs d'élite qui percute le monstre avec leur navire. Le monstre est identifié comme étant le Gore Magala, une wyverne responsable de l'apparition d'un mystérieux virus, la Furie, qui renforce les monstres, les rendant incontrôlables, et qui affaiblit les humains. Les As de la chasse sont chargés de mettre le Gore Magala hors d'état de nuire mais ils n'y parviennent pas et deux d'entre eux sont aux prises avec le monstre. L'intervention du chasseur permettra de retourner la situation. La Caravane arrive enfin à Cathar grâce au navire qui a été modifié en dirigeable. Dans ces montagnes, la Furie est intense et menace de se propager, le responsable s'avère être le Shagaru Magala, un Dragon Ancien et forme "adulte" du Gore Magala, qui aurait mué. Les habitants de Cathar demandent au chasseur de vaincre le monstre dans le Sanctuaire où réside le monstre. Après la victoire, le Caravanier découvre que l'Objet est une écaille de ce dragon. Les habitants remercient la caravane qui repart vers Val Habar où chaque membre retourne à ses occupations.
Quelque temps plus tard, la caravane reprend du service dans la cité fortifiée de Dundorma où le groupe sera chargé de participer aux réparations des fortifications de la ville, en proie à un Dragon Ancien, sous la supervision du Maître des Défenses. Le chasseur devra donc repartir accomplir de nouvelles quêtes dont les réussites permettront de faire avancer les réparations. La ville subit une première attaque d'un dragon, le Kushala Daora, tandis que le chasseur fait face à un nouveau monstre particulièrement redoutable, le Seregios. Un mouvement anormal de Seregios attisent la curiosité de la guilde qui découvrira un Seregios infecté par la Furie mais qui a muté et se retrouve en stade "Apex" qui a renforcé le monstre. Après avoir éliminé cette menace, le chasseur prend part à la bataille aux côtés des As de la chasse face au Kushala Daora. Après un féroce combat, le dragon bat finalement en retraite et disparait. Après la victoire, le Maître des Défenses quitte Dundorma et offre avant de partir son arme au commandant des As de la chasse qui était autrefois son disciple.

## Système de jeu
Le jeu reprend le principe de jeu de base des précédents épisodes de la série Monster Hunter, tout en ajoutant de nouvelles fonctionnalités. Le combat sous-marin, présent dans l'opus précédent, est retiré de cet opus pour faire place à un système de combat plus "aérien" : Il est désormais possible de grimper plus fluidement sur les murs dans tous les sens, de saisir un ennemi pour l'attaquer ou encore d'effectuer des attaques aériennes. Les monstres utilisent désormais le terrain à leur avantage. Plusieurs nouvelles armes ou tenues sont introduites. La version Ultimate propose différentes tenues, aussi bien pour le joueur que pour les ennemis, issues de plusieurs personnages de différentes franchises comme Mario et Luigi, Samus Aran ou encore Sonic,,.
Il est possible de jouer au jeu à un joueur, en multijoueur local ou en ligne.
De plus le mode multijoueur en ligne est disponible, ce qui n'était pas le cas pour l'opus précédent porté sur la Nintendo 3DS.

## Univers

### Expéditions
À l'instar des opus précédents, le joueur peut se livrer à des parties de chasse libre, sans but particulier, ni chronomètre, où il pourra entre autres récupérer des points Caravane permettant des échanges avec quelques magasins, des ressources, mais aussi des armes et des armures rouillées que le joueur devra faire polir pour pouvoir s'en servir à l'avenir. Les expéditions se déroulent dans le Bois Éternel, dont l'environnement change à chaque nouvelle expédition parmi une sélections de zones prédéfinies. Au fur et à mesure de la progression du joueur dans l'histoire principale, des monstres de plus en plus dangereux seront susceptibles d'apparaître lors des expéditions. Les expéditions se lancent à partir de la carte du monde, indiqué par un sceau de couleur bleu pour les expéditions de bas rang, un sceau rouge pour les haut rang et un sceau doré pour les rang G. Le joueur doit parcourir le Bois Éternel pour arriver à la charrette où il pourra mettre fin à l'expédition. À la fin de l'expédition, le joueur pourra ainsi débloquer des quêtes Guilde. Les principales différences avec l'opus précédent, dont les chasses libres se déroulaient sur une seule et même région, sont la plus grande diversité des montres (presque tout le bestiaire en dehors des dragons anciens) et le renouvellement des zones à chaque nouvelle expédition.

### Catégories de monstres
Comme pour ses prédécesseurs, les monstres rencontrés par le joueur sont classés en plusieurs catégories distinctes qui regroupent les monstres ayant des caractéristiques communes. Les monstres possèdent également un niveau de danger représenté par un nombre d'étoiles de 1 à 6, généralement 1 à 2 pour des petits monstres et entre 3 et 6 étoiles pour les grands monstres. Plusieurs monstres ont des sous-espèces qui se rencontrent dans des quêtes de rang plus important et n'existent pas en bas rang.

### Armes
Comme dans tous les épisodes de la série, Monster Hunter 4 et Monster Hunter 4 Ultimate possèdent leur lot d'armes en commun.

## Développement
Le jeu est annoncé lors du Tokyo Game Show 2011 en exclusivité sur Nintendo 3DS. Le jeu est commercialisé uniquement au Japon le 14 septembre 2013.
La version Ultimate est annoncée en janvier 2014 pour une sortie internationale. Elle est commercialisée le 11 octobre 2014 au Japon, le 13 février 2015 en Amérique du Nord et en Europe et le 14 février 2015 en Australie.

## Accueil

### Ventes
Selon le magazine Famitsu, le jeu s'écoule à 1,875 million d'exemplaires en deux jours de commercialisation, et dépasse les trois millions d'exemplaires vendus en un mois.
La version Ultimate s'écoule à plus de 1,4 million d'exemplaires lors de sa première semaine de commercialisation. En février 2015, les ventes dépassent les trois millions d'exemplaires.